# Dénia (ort i Spanien)
Denia (valencianska: Dénia) är en stad i Spanien.   Den ligger i provinsen Provincia de Alicante och regionen Valencia, i den östra delen av landet, 400 km sydost om huvudstaden Madrid. Denia ligger 18 meter över havet och antalet invånare är 44 464.
Terrängen runt Denia är platt åt nordväst, men söderut är den kuperad. Havet är nära Denia åt nordost. Runt Denia är det ganska tätbefolkat, med 222 invånare per kvadratkilometer. Denia är det största samhället i trakten. Trakten runt Denia består till största delen av jordbruksmark.